# Walter Terence Stace
Walter Terence Stac (Londres, 17 de novembre de 1886 − Laguna Beach, Estats Units, 2 agost 1967) va ser un funcionari britànic, educador, filòsof i epistemòleg, que va escriure sobre Hegel, el misticisme i el relativisme moral. Va treballar a la Universitat de Princeton fins a la seva jubilació el 1955, com a professor de filosofia, i, posteriorment, es va mantenir com a professor emèrit de Filosofia. Ell és conegut pel seu treball en la filosofia de misticisme.

## Obres fonamentals
- A Critical History of Greek Philosophy (1920). Text online.
- The Philosophy of Hegel: A systematic exposition (1924). Text online.
- The Meaning of Beauty (1929).
- The Theory of Knowledge and Existence (1932).
- The Concept of Morals (1937).
- The Nature of the World. An Essay in Phenomenalist Metaphysics (1940).
- The Destiny of Western Man (1942).
- Religion and the modern mind (1952).
- Time and Eternity (1952).
- Mysticism and Philosophy (1960). Text online.
- Teachings of the Mystics (1960).
- Man against darkness, and other essays (1967).